# V438 Большой Медведицы
V438 Большой Медведицы (лат. V438 Ursae Majoris) — двойная затменная переменная звезда типа W Большой Медведицы (EW) в созвездии Большой Медведицы на расстоянии приблизительно 3996 световых лет (около 1225 парсеков) от Солнца. Видимая звёздная величина звезды — от +13,83m до +13,39m. Орбитальный период — около 0,3894 суток (9,3466 часов).